# Octomeria nana
Octomeria nana là loài trong chi Octomeria. Chúng được tìm thấy ở Venezuela.